# Szombat esti láz (ötödik évad)
A Szombat esti láz az RTL táncos showműsora, amelyben nyolc közismert ember lép a táncparkettre, hogy megmutassa tánctudását a közönségnek. Táncpartnereik profi magyar táncosokból, valamint feltörekvő ifjú versenyzőkből (nagyrészt az előbbiek tanítványai) kerülnek ki. Az ötödik évad tematikus szezon lesz, amiben ismert, magyar sztárpárok fognak szerepelni. A műsor a tematika miatt az új szezonra A nagy félrelépés alcímet kapta. Az előző szériákkal ellentétben ez az évad nem élő adásokkal megy, hanem előre felvettekkel.
A műsor a BBC-n már több éve futó Strictly Come Dancing magyar változata.

## Műsorvezető és a zsűritagok
Az ötödik évad műsorvezetője Ördög Nóra.
A zsűri tagjai
- Esztergályos Cecília: Jászai Mari díjas színésznő, érdemes- és kiváló művész. Táncolt a Pécsi Balettben, később számos rangos színház szerződtette már színészként. Egy született komika, aki egyben kíméletlenül őszinte is. A műsor negyedik évadában szintén a zsűri tagja volt.
- Keleti Andrea: Eredményeit nehéz lenne felsorolni, tízszer volt amatőr magyar bajnok, emellett hatszoros profi magyar bajnok, és még hosszan sorolhatnánk. Több mint, 10 000 embert tanított meg táncolni. Az előző szezonban is a zsűri tagja volt.
- Jáksó László: Rádiós és televíziós műsorvezető.
- Csonka András: Színész, énekes és műsorvezető. Keleti Andrea partnereként nyerte meg a Szombat esti láz második évadát, valamint a negyedik évad társműsorvezetője volt Lilu mellett.

## Szabályváltoztatások
Az előző négy szezonhoz képest az ötödik évadban nincsenek kiesők.
A zsűri minden produkciót pontozza 1–10-ig. Miután az összes pár előadta a táncát, a zsűritagok fejenként még +5 pontot adhatnak, a szerintük legjobb párnak. Az adások végén az összesített zsűri szavazatok alapján epizódgyőztest hirdetnek. Az epizódgyőztesek maguk választják ki, hogy melyik táncot szeretnék táncolni a következő adásban, míg a többi versenyzőnek egy táncválasztó gomb segítségével sorolják ki a táncát. A nézők csak a műsor döntőjében szavaznak, ahol a nézői szavatok alapján az 1. helyezett pár nyeri az évadot.

## Szereplők
| Versenyzők        | Versenyzők        |
| Amatőrök          | Profik            |
| ----------------- | ----------------- |
| Eszményi Viktória | Cseh-Szakál Tibor |
| Heilig Gábor      | Südi Iringó       |
| Szinetár Dóra     | Angyal András     |
| Makranczi Zalán   | Práger Kitty      |
| Szabó Győző       | Karcagi Dalma     |
| Rezes Judit       | Lehoczky György   |
| Máté Krisztina    | Orosz József      |
| Bárdos András     | Molnár Andrea     |

## Eredmények
| Amatőrök          | Profik            | Adások | Adások | Adások | Adások | Adások | Adások | Adások | Adások |
| Amatőrök          | Profik            | 1.     | 2.     | 3.     | 4.     | 5.     | 6.     | 7.     | 8.     |
| ----------------- | ----------------- | ------ | ------ | ------ | ------ | ------ | ------ | ------ | ------ |
| Rezes Judit       | Lehoczky György   | 33     | 37     | 40     | 73     | 45     | 40     | 45     | 1.     |
| Szabó Győző       | Karcagi Dalma     | 29     | 29     | 43     | 77     | 42     | 45     | 45     | 2.     |
| Szinetár Dóra     | Angyal András     | 29     | 38     | 36     | 76     | 45     | 38     | 35     | 3.     |
| Eszményi Viktória | Cseh-Szakál Tibor | 23     | 27     | 38     | 62     | 34     | 39     | 34     | N/A    |
| Heilig Gábor      | Südi Iringó       | 24     | 29     | 32     | 63     | 37     | 40     | 34     | N/A    |
| Makranczi Zalán   | Práger Kitty      | 26     | 27     | 36     | 79     | 36     | 37     | 43     | N/A    |
| Máté Krisztina    | Orosz József      | 33     | 34     | 33     | 65     | 35     | 34     | 36     | N/A    |
| Bárdos András     | Molnár Andrea     | 24     | 30     | 34     | 62     | 31     | 41     | 44     | N/A    |

## Adások

### 1. adás
| # | Pár                                    | Tánc          | Keleti Andrea | Csonka András | Esztergályos Cecília | Jáksó László | +5 | Zsűri (Összesen) | Helyezés |
| - | -------------------------------------- | ------------- | ------------- | ------------- | -------------------- | ------------ | -- | ---------------- | -------- |
| 1 | Szinetár Dóra és Angyal András         | szamba        | 6             | 6             | 7                    | 5            | +5 | 29               | 2.       |
| 2 | Heilig Gábor és Südi Iringó            | jive          | 6             | 5             | 6                    | 7            | —  | 24               | 4.       |
| 3 | Makranczi Zalán és Práger Kitty        | jazz          | 6             | 5             | 6                    | 4            | +5 | 26               | 3.       |
| 4 | Eszményi Viktória és Cseh-Szakál Tibor | bécsi keringő | 5             | 5             | 7                    | 6            | —  | 23               | 5.       |
| 5 | Bárdos András és Molnár Andrea         | disco         | 5             | 5             | 7                    | 7            | —  | 24               | 4.       |
| 6 | Rezes Judit és Lehoczky György         | rumba         | 7             | 7             | 7                    | 7            | +5 | 33               | 1.       |
| 7 | Máté Krisztina és Orosz József         | valcer        | 7             | 7             | 7                    | 7            | +5 | 33               | 1.       |
| 8 | Szabó Győző és Karcagi Dalma           | pasodoble     | 8             | 8             | 7                    | 6            | —  | 29               | 2.       |

### 2. adás
| # | Pár                                    | Tánc           | Keleti Andrea | Csonka András | Esztergályos Cecília | Jáksó László | +5 | Zsűri (Összesen) | Helyezés |
| - | -------------------------------------- | -------------- | ------------- | ------------- | -------------------- | ------------ | -- | ---------------- | -------- |
| 1 | Szabó Győző és Karcagi Dalma           | country csacsa | 7             | 7             | 7                    | 8            | —  | 29               | 5.       |
| 2 | Máté Krisztina és Orosz József         | tangó          | 8             | 8             | 7                    | 6            | +5 | 34               | 3.       |
| 3 | Eszményi Viktória és Cseh-Szakál Tibor | pasodoble      | 7             | 7             | 8                    | 5            | —  | 27               | 6.       |
| 4 | Bárdos András és Molnár Andrea         | slowfox        | 7             | 8             | 7                    | 8            | +5 | 30               | 4.       |
| 5 | Heilig Gábor és Südi Iringó            | charleston     | 8             | 6             | 8                    | 7            | —  | 29               | 5.       |
| 6 | Szinetár Dóra és Angyal András         | csacsacsa      | 8             | 9             | 8                    | 8            | +5 | 38               | 1.       |
| 7 | Makranczi Zalán és Práger Kitty        | quickstep      | 7             | 6             | 8                    | 6            | —  | 27               | 6.       |
| 8 | Rezes Judit és Lehoczky György         | salsa          | 8             | 8             | 8                    | 8            | +5 | 37               | 2.       |

### 3. adás
| # | Pár                                    | Tánc          | Keleti Andrea | Csonka András | Esztergályos Cecília | Jáksó László | +5 | Zsűri (Összesen) | Helyezés |
| - | -------------------------------------- | ------------- | ------------- | ------------- | -------------------- | ------------ | -- | ---------------- | -------- |
| 1 | Makranczi Zalán és Práger Kitty        | csacsacsa     | 8             | 7             | 8                    | 8            | +5 | 36               | 4.       |
| 2 | Rezes Judit és Lehoczky György         | foxtrott      | 10            | 9             | 9                    | 7            | +5 | 40               | 2.       |
| 3 | Szinetár Dóra és Angyal András         | broadway      | 9             | 9             | 9                    | 9            | —  | 36               | 4.       |
| 4 | Heilig Gábor és Südi Iringó            | bécsi keringő | 8             | 8             | 9                    | 7            | —  | 32               | 7.       |
| 5 | Máté Krisztina és Orosz József         | jazz          | 8             | 8             | 8                    | 9            | —  | 33               | 6.       |
| 6 | Eszményi Viktória és Cseh-Szakál Tibor | disco         | 9             | 8             | 8                    | 8            | +5 | 38               | 3.       |
| 7 | Szabó Győző és Karcagi Dalma           | hiphop        | 9             | 9             | 10                   | 10           | +5 | 43               | 1.       |
| 8 | Bárdos András és Molnár Andrea         | tangó         | 9             | 8             | 9                    | 8            | —  | 34               | 5.       |

### 4. adás

#### Részletes eredmények
| #            | Pár                                    | Tánc          | Keleti Andrea | Csonka András | Esztergályos Cecília | Jáksó László |
| Párbajok     | Párbajok                               | Párbajok      | Párbajok      | Párbajok      | Párbajok             | Párbajok     |
| ------------ | -------------------------------------- | ------------- | ------------- | ------------- | -------------------- | ------------ |
| 1            | Szinetár Dóra és Angyal András         | rock ’n’ roll | 9             | 8             | 8                    | 8            |
| 1            | Makranczi Zalán és Práger Kitty        | rock ’n’ roll | 9             | 8             | 9                    | 9            |
| 2            | Bárdos András és Molnár Andrea         | pasodoble     | 8             | 8             | 8                    | 8            |
| 2            | Máté Krisztina és Orosz József         | pasodoble     | 7             | 7             | 8                    | 7            |
| 3            | Eszményi Viktória és Cseh-Szakál Tibor | quickstep     | 8             | 8             | 8                    | 7            |
| 3            | Heilig Gábor és Südi Iringó            | quickstep     | 8             | 8             | 7                    | 8            |
| 4            | Szabó Győző és Karcagi Dalma           | szamba        | 8             | 9             | 8                    | 9            |
| 4            | Rezes Judit és Lehoczky György         | szamba        | 9             | 8             | 9                    | 9            |
| Közös táncok |                                        |               |               |               |                      |              |
| 5            | Máté Krisztina és Bárdos András        | jive          | 8             | 7             | 8                    | 8            |
| 5            | Máté Krisztina és Bárdos András        | jive          | 7             | 8             | 8                    | 7            |
| 6            | Szinetár Dóra és Makranczi Zalán       | rumba         | 10            | 9             | 10                   | 9            |
| 6            | Szinetár Dóra és Makranczi Zalán       | rumba         | 10            | 9             | 10                   | 10           |
| 7            | Eszményi Viktória és Heilig Gábor      | tangó         | 8             | 7             | 9                    | 7            |
| 7            | Eszményi Viktória és Heilig Gábor      | tangó         | 8             | 7             | 9                    | 8            |
| 8            | Szabó Győző és Rezes Judit             | kortárs       | 10            | 9             | 10                   | 9            |
| 8            | Szabó Győző és Rezes Judit             | kortárs       | 10            | 9             | 10                   | 9            |

#### Összesített eredmények
| Pár                                    | Párbaj | Közös | +5 | Összesen | Helyezés |
| -------------------------------------- | ------ | ----- | -- | -------- | -------- |
| Eszményi Viktória és Cseh-Szakál Tibor | 31     | 31    | —  | 62       | 7.       |
| Heilig Gábor és Südi Iringó            | 31     | 32    | —  | 63       | 6.       |
| Szinetár Dóra és Angyal András         | 33     | 38    | +5 | 76       | 3.       |
| Makranczi Zalán és Práger Kitty        | 35     | 39    | +5 | 79       | 1.       |
| Szabó Győző és Karcagi Dalma           | 34     | 38    | +5 | 77       | 2.       |
| Rezes Judit és Lehoczky György         | 35     | 38    | —  | 73       | 4.       |
| Máté Krisztina és Orosz József         | 29     | 31    | +5 | 65       | 5.       |
| Bárdos András és Molnár Andrea         | 32     | 30    | —  | 62       | 7.       |

### 5. adás
| # | Pár                                    | Tánc          | Keleti Andrea | Csonka András | Esztergályos Cecília | Jáksó László | +5 | Zsűri (Összesen) | Helyezés |
| - | -------------------------------------- | ------------- | ------------- | ------------- | -------------------- | ------------ | -- | ---------------- | -------- |
| 1 | Máté Krisztina és Orosz József         | szamba        | 9             | 8             | 9                    | 9            | —  | 35               | 6.       |
| 2 | Makranczi Zalán és Práger Kitty        | tangó         | 9             | 8             | 9                    | 10           | —  | 36               | 5.       |
| 3 | Eszményi Viktória és Cseh-Szakál Tibor | rock ’n’ roll | 9             | 8             | 8                    | 9            | —  | 34               | 7.       |
| 4 | Bárdos András és Molnár Andrea         | rumba         | 8             | 7             | 9                    | 7            | —  | 31               | 8.       |
| 5 | Szinetár Dóra és Angyal András         | kortárs       | 10            | 10            | 10                   | 10           | +5 | 45               | 1.       |
| 6 | Heilig Gábor és Südi Iringó            | csacsacsa     | 8             | 8             | 8                    | 8            | +5 | 37               | 4.       |
| 7 | Szabó Győző és Karcagi Dalma           | jazz          | 9             | 9             | 9                    | 10           | +5 | 42               | 3.       |
| 8 | Rezes Judit és Lehoczky György         | bécsi keringő | 10            | 10            | 10                   | 10           | +5 | 45               | 1.       |

### 6. adás
| # | Pár                                    | Tánc      | Keleti Andrea | Csonka András | Esztergályos Cecília | Jáksó László | +5 | Zsűri (Összesen) | Helyezés |
| - | -------------------------------------- | --------- | ------------- | ------------- | -------------------- | ------------ | -- | ---------------- | -------- |
| 1 | Heilig Gábor és Südi Iringó            | disco     | 9             | 9             | 9                    | 8            | +5 | 40               | 3.       |
| 2 | Máté Krisztina és Angyal András        | modern    | 8             | 8             | 9                    | 9            | —  | 34               | 8.       |
| 3 | Makranczi Zalán és Práger Kitty        | kortárs   | 9             | 9             | 9                    | 10           | —  | 37               | 7.       |
| 4 | Eszményi Viktória és Cseh-Szakál Tibor | rumba     | 8             | 8             | 9                    | 9            | +5 | 39               | 5.       |
| 5 | Bárdos András és Molnár Andrea         | quickstep | 9             | 9             | 9                    | 9            | +5 | 41               | 2.       |
| 6 | Rezes Judit és Lehoczky György         | freestyle | 10            | 10            | 10                   | 10           | —  | 40               | 3.       |
| 7 | Szinetár Dóra és Angyal András         | hiphop    | 10            | 9             | 10                   | 9            | —  | 38               | 6.       |
| 8 | Szabó Győző és Karcagi Dalma           | keringő   | 10            | 10            | 10                   | 10           | +5 | 45               | 1.       |

### 7. adás
| # | Pár                                    | Tánc           | Keleti Andrea | Csonka András | Esztergályos Cecília | Jáksó László | +5 | Zsűri (Összesen) | Helyezés |
| - | -------------------------------------- | -------------- | ------------- | ------------- | -------------------- | ------------ | -- | ---------------- | -------- |
| 1 | Szinetár Dóra és Angyal András         | disco          | 9             | 8             | 9                    | 9            | —  | 35               | 6.       |
| 2 | Máté Krisztina és Orosz József         | slowfox        | 9             | 9             | 9                    | 9            | —  | 36               | 5.       |
| 3 | Heilig Gábor és Südi Iringó            | rock ’n’ roll  | 8             | 9             | 9                    | 8            | —  | 34               | 7.       |
| 4 | Szabó Győző és Karcagi Dalma           | argentin tangó | 10            | 10            | 10                   | 10           | +5 | 45               | 1.       |
| 5 | Eszményi Viktória és Cseh-Szakál Tibor | csacsacsa      | 8             | 8             | 9                    | 9            | —  | 34               | 7.       |
| 6 | Makranczi Zalán és Práger Kitty        | jive           | 9             | 10            | 9                    | 10           | +5 | 43               | 4.       |
| 7 | Rezes Judit és Lehoczky György         | charleston     | 10            | 10            | 10                   | 10           | +5 | 45               | 1.       |
| 8 | Bárdos András és Molnár Andrea         | keringő        | 10            | 9             | 10                   | 10           | +5 | 44               | 3.       |

### 8. adás – Döntő
| #                 | Pár                                    | Tánc              | Helyezés          |
| Egyéni produkciók | Egyéni produkciók                      | Egyéni produkciók | Egyéni produkciók |
| ----------------- | -------------------------------------- | ----------------- | ----------------- |
| 1                 | Heilig Gábor és Südi Iringó            | revü              | —                 |
| 2                 | Eszményi Viktória és Cseh-Szakál Tibor | jive              | —                 |
| 3                 | Makranczi Zalán és Práger Kitty        | electric boogie   | —                 |
| 4                 | Szinetár Dóra és Angyal András         | keringő           | 3.                |
| 5                 | Máté Krisztina és Orosz József         | bollywood         | —                 |
| 6                 | Szabó Győző és Karcagi Dalma           | rumba             | 2.                |
| 7                 | Bárdos András és Molnár Andrea         | csacsacsa         | —                 |
| 8                 | Rezes Judit és Lehoczky György         | jazz              | 1.                |
| Közös produkciók  |                                        |                   |                   |
| 9                 | Eszményi Viktória és Heilig Gábor      | disco             | —                 |
| 10                | Szinetár Dóra és Makranczi Zalán       | kortárs           | —                 |
| 11                | Máté Krisztina és Bárdos András        | tangó             | —                 |
| 12                | Szabó Győző és Rezes Judit             | bécsi keringő     | —                 |

## Nézettség
A +4-es adatok a teljes lakosságra, a 18-49-es adatok a célközönségre vonatkoznak.
| Epizód  | Vetítés           | +4        | Arány (%) | Heti helyezés | 18-49   | Arány (%) | Heti helyezés | Forrás |
| ------- | ----------------- | --------- | --------- | ------------- | ------- | --------- | ------------- | ------ |
| 1. adás | 2014. április 5.  | 1 031 462 | 22.4      | 2.            | 335 233 | 19.2      | 5.            | [ 2 ]  |
| 2. adás | 2014. április 12. | 1 045 366 | 23.3      | 4.            | 334 685 | 19.4      | 6.            | [ 2 ]  |
| 3. adás | 2014. április 19. | 843 701   | 19.3      | 7.            | 255 684 | 15.6      | 13.           | [ 2 ]  |